# Galerianki
Galerianki – polski film fabularny w reżyserii Katarzyny Rosłaniec, która napisała także scenariusz. Za produkcję odpowiedzialni byli Włodzimierz Niderhaus oraz Anna Wojdat. W role główne nastolatek wcieliły się: Anna Karczmarczyk-Litwin, Dagmara Krasowska, Dominika Gwit oraz Magdalena Ciurzyńska. Premiera filmu odbyła się 25 września 2009 roku. Okres zdjęciowy rozpoczął się 10 czerwca 2008. Plenerem filmu była Warszawa (Centrum Handlowe „Reduta”).
Podczas 52 dni emisji w polskich kinach wpływy ze sprzedaży biletów wyniosły 9 118 668 zł.

## Fabuła
Film porusza problem prostytucji wśród małoletnich dziewcząt. 15-letnie gimnazjalistki szukają w galeriach centrów handlowych sponsorów, którym oferują seks w zamian za kupno odzieży, drobnego sprzętu elektronicznego, bądź też pieniądze.

## Obsada
- Anna Karczmarczyk − Alicja
- Dagmara Krasowska − Milena Trecz
- Dominika Gwit − Kaja
- Magdalena Ciurzyńska − Julia
- Izabela Kuna − matka Alicji
- Artur Barciś − ojciec Alicji
- Ewa Kolasińska − nauczycielka
- Izabela Dąbrowska − matka Julii
- Franciszek Przybylski − Michał
- Zuzanna Madejska − Paulina, siostra Alicji
- Tomasz Zaród − ojciec Julii
- Dominika Kluźniak − lekarka
- Szymon Kuśmider − Zbyszek

## Nagrody i wyróżnienia
- 28. Koszaliński Festiwal Debiutów Filmowych „Młodzi i Film”
  - Wielki Jantar 2009 dla Najlepszego Debiutu[3]
  - Najlepszy Debiut Aktorski (rola kobieca) dla Anny Karczmarczyk-Litwin[3]

- 9. Międzynarodowy Festiwal Filmowy Era Nowe Horyzonty
  - Najlepszy Debiut[4]

- 34. Festiwal Polskich Filmów Fabularnych w Gdyni
  - Najlepszy Debiut Reżyserski dla Katarzyny Rosłaniec[5][6]
- XXV Festival Internacional de Cinema Jove
  - Luna de Valencia 2010 dla Najlepszy film[7]